# Cry (singel Michaela Jacksona)
Cry – drugi singiel Michaela Jacksona z albumu Invincible. Singel został wydany tylko w Europie, Australii i Kanadzie. Jest to jeden z trzech utworów napisanych dla Michaela Jacksona przez Roberta Kelly’ego, dwa pozostałe to „You Are Not Alone” i „One More Chance”.

## Teledysk
Reżyserem teledysku był Nick Brandt, który wcześniej wyreżyserował dla Jacksona również takie klipy jak „Childhood” oraz „Earth Song”. Jackson nie pojawia się w teledysku, w tym czasie pojawiały się pogłoski, że powodem tego, jest niezadowolenie Jacksona z budżetu przeznaczonego na promocję jego albumu Invincible.
W teledysku do „Cry” widzimy wiele ludzi trzymających się za ręce. Może to być symbolem słów utworu: You can change the world (I can’t do it by myself) You can touch the sky (Gonna take somebody’s help) You’re the chosen one (I’m gonna need some kind of sign) If we all cry at the same time tonight (tłumaczenie: „Możesz zmienić świat (Sam tego nie dokonam) Możesz dotknąć nieba (Ktoś musi mi pomóc) To ty jesteś tym wybranym (Potrzebuję jakiegoś znaku) Zapłaczmy wszyscy, o tej samej porze, dziś w nocy”).

## Lista utworów
1. Cry (R. Kelly) – 5:01
2. Shout (M. Jackson/T. Riley/C. Forbes/S. Hoskins/C. Lampson/R. Hamilton) – 4:17
3. Streetwalker (Jackson) – 5:49

## Notowania[2]
| Lista (2001)                     | Najwyższa pozycja |
| -------------------------------- | ----------------- |
| Australian ARIA Singles Chart    | 43                |
| Austrian Singles Chart           | 65                |
| Belgium (Wallonia) Singles Chart | 31                |
| Denmark Singles Chart            | 16                |
| Dutch Singles Chart              | 39                |
| France Singles Chart             | 30                |
| Swedish Singles Chart            | 48                |
| Swiss Singles Chart              | 42                |
| UK Singles Chart                 | 25                |
| German Singles Chart             | 76                |

## Szczegółowe informacje
- Słowa i muzyka: R. Kelly
- Produkcja: Michael Jackson i R. Kelly
- Wokale: Michael Jackson
- Aranżacja chóru: R. Kelly
- Instrumenty perkusyjne: Paulinho Da Costa
- Perkusja: John „JR” Robinson
- Gitara: Michael Landau
- Instrumenty klawiszowe: Michael Jackson i Brad Buxer
- Realizacja nagrania: Mike Ging, Bad Gilderman i Humberto Gatica
- Miks: Michael Jackson i Mick Guzauski